# Knut Hagberg
Knut Hjalmar Hagberg (* 19. Juli 1900 in Torpa, Älvsborgs län; † 23. März 1975 in Djursholm) war ein schwedischer Schriftsteller. Er wurde vor allem bekannt wegen seiner Biografien über Persönlichkeiten wie Carl von Linné oder Winston Churchill.

## Leben
Hagberg studierte englische Literatur und Geschichte an der Universität Lund in Südschweden. Nachdem er dort 1925 seine Dissertation über den Schriftsteller Thomas Carlyle vorgelegt hatte und zum Doktor der Philosophie promoviert worden war, begann er als freischaffender Autor zu arbeiten. Dabei trat er insbesondere als Autor von seinerzeit viel gelesenen biographischen Studien über bekannte Persönlichkeiten der europäischen Kultur und Politik hervor.
Neben einer, unter anderem ins Englische und ins Deutsche übersetzten, Biographie seines Landsmanns Carl von Linné, widmete Hagberg seine Aufmerksamkeit vor allem herausragenden Figuren der britischen Politik: 1928 veröffentlichte er einen Band mit Kurzskizzen führender britischer Politiker aus Vergangenheit und Gegenwart (darunter David Lloyd George, Stanley Baldwin und Churchill) das als Kings, Churchills and Statesmen auch in England erschien. 1944 folgte eine Biographie des britischen Kriegspremiers Winston Churchill, die später unter anderem ins Deutsche, Finnische und Norwegische übertragen wurde. Es folgten Werke über Samuel Johnson und Thomas Babington Macaulay.
In späteren Jahren betätigte Hagberg sich zudem auch als Übersetzer von Klassikern der englischen Literatur ins Schwedische. So übersetzte er Thomas Babington Macaulay (ns erövrare), John Galsworthy (Aristokrater) und Charlotte Brontë (Jane Eyre). Hinzu kamen moderne Übertragungen von Teilen von Homers Odyssee (Nausikaa-Episoden: fyra sanger ur Odysseen).
Hagbergs Bücher richten sich mehr an einen allgemein interessierten Leserkreis als an die wissenschaftliche Forschung. Dementsprechend sind sie flüssig und leicht lesbar geschrieben und daher geeignet, dem interessierten Laien eine erste Annäherung an eine bestimmte historische Persönlichkeit zu ermöglichen. Das Fachpublikum findet nur wenig neues vor, da Hagberg sich inhaltlich vorwiegend auf vorhandene Sekundärliteratur stützt, ohne ante datum unveröffentlichtes Quellenmaterial zu erschließen.

## Schriften
- Thomas Carlyle. romantik och puritanism i Sartor Resartus, Lund 1925. (Dissertation)
- Viktor Rydberg, Stockholm 1928.
- Kings, Churchills and Statemen. A foreigner's view, London 1929.
- Personalities and Powers, 1930.
- Burke, Metternich, Disraeli, 1931.
- Uppland, 1936.
- Carl Linnaeus. Ein grosses Leben aus dem Barock, Hamburg 1940. (deutsche Übersetzung)
- Från Aristoteles till Brehm : några blad ur djurskildringens historia, 1941.
- Thomas B. Macaula, 1943.
- Winston Churchill, Zürich 1945. (deutsche Übersetzung)
- Samuel Johnson, 1963.

## Trivia
- Ein Messer des multinationalen Einrichtungskonzerns IKEA wurde nach ihm benannt.